# Galavette
La Galavette est une rivière française des Pyrénées qui coule en Gascogne dans le Sud-Ouest de la France c'est un affluent de la Petite Baïse, donc un sous-affluent de la Garonne par la Baïse.

## Hydronymie
GALAVETA (Arriu era)
Les dénominations.
Dans le Sacaze (enquête sur les dialectes des Pyrénées fin XIX) : 
•	A Clarens : era Galaouette.
•	A Galèz : Et arriou dera Galaouetto.
Dans Lejosne (dictionnaire toponymique du 65) :
•	Forêt de la Galabète (Clarens)
•	Galavette, Galàuette, Gavalette. ruisseau de Clarens)
Sur l’IGN 25/000
•	Ruisseau de la Galavette.
Étymologie de l’hydronyme.
IGN : Ce ruisseau prend sa source vers Lannemezan, dans le quartier de "La Galave". Il y a au nord le quartier de "La Galave debat"
Cadastre napoléonien : « quartier de la Galave ». 
Ce quartier se trouve des deux côtés de la D 817 en direction de Pinas.
On a donc le ruisseau qui nait dans le quartier de la Galave (Era Galava). 
Ce petit cours d'eau prend donc le nom du quartier de naissance avec diminutif.
On a donc en normalisé : era Galaveta.
Étymologie du toponyme "era Galava" [ga'laouo].
« era galava » = "motte de terre", élévation (tumulus ?) en vallée d'Aure et plateau de Lannemezan.
...

## Géographie
De 12,8 km de longueur, la Galavette prend sa source sur le plateau de Lannemezan dans les Hautes-Pyrénées commune de Lannemezan et  se jette dans la Petite Baïse sur la commune de Galez

## Aménagements et écologie

### Communes et département traversés
- Hautes-Pyrénées : Galez, Lannemezan, Recurt, Clarens.

## Principaux affluents
- Ruisseau de Larrieu : 1,1 km
- Ruisseau de Hourcaud : 0,9 km